# Eriodictyon
Eriodictyon ist eine Pflanzengattung aus der Unterfamilie der Wasserblattgewächse (Hydrophylloideae) in der Familie der Raublattgewächse (Boraginaceae). Ihr Verbreitungsgebiet liegt in den südwestlichen USA und angrenzenden Gebieten in Mexiko. Einige Eriodictyon-Arten werden in der indianischen Volksmedizin verwendet. Der wissenschaftliche Name ist abgeleitet von den griechischen Wörtern ἔριον erion „Wolle“ und δίκτυον diktyon „Fangnetz“, dies bezieht sich auf die dicht verfilzten Haare auf der Blattunterseite. Wie für viele andere Pflanzenarten lautet der spanische Trivialname Yerba Santa „Heilige Pflanze“.

## Beschreibung
Eriodictyon-Arten sind immergrüne, verzweigte, kräftige Sträucher. Die Pflanzenteile sind unbehaart bis wollig oder drüsig behaart. Die wechselständigen Laubblätter sind dick, gestielt oder ungestielt mit einem glatten oder gezähnten Blattrand.
In endständigen, verzweigten Blütenständen stehen viele Blüten zusammen. Die zwittrigen Blüten sind fünfzählig mit doppeltem Perianth. Die ungleichen Kelchblätter sind nur an ihrer Basis verwachsen. Die violetten bis purpurfarbenen oder weißen Kronblätter sind trichter- bis röhrenförmig verwachsen und meist länger als die Kelchblätter. Die Staubblätter überragen die Krone nicht. Die Staubfäden entspringen an der Basis der Kronröhre. Zwei Fruchtblätter sind zu einem oberständigen Fruchtknoten verwachsen. In jeder Fruchtknotenkammer befinden sich zwei bis vier Samenanlagen.
Die Spaltfrüchte zerfallen in vier dunkelbraune bis schwarze, eiförmige, kantige bis mehr oder weniger geflügelte Nüsschen.

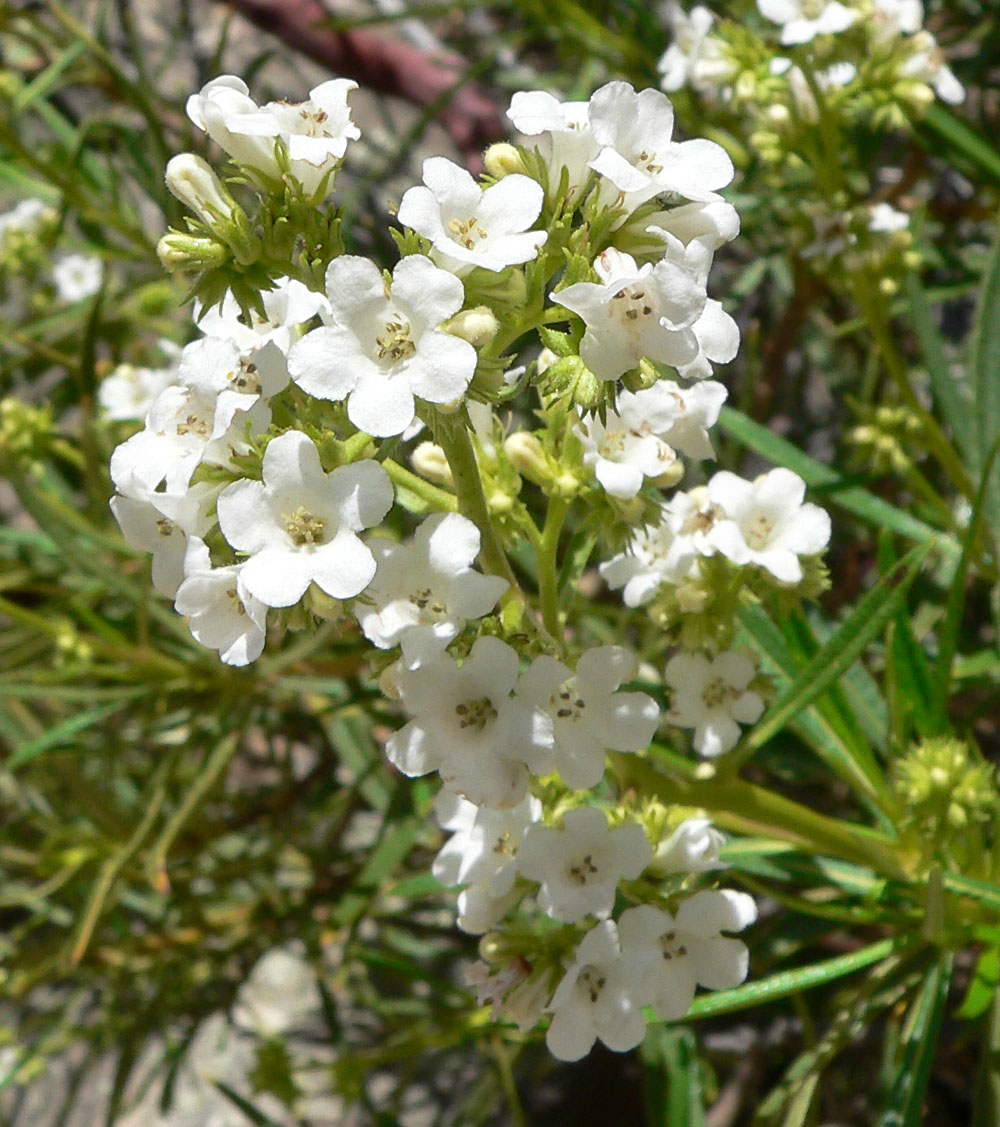
Blütenstand von Eriodictyon angustifolium

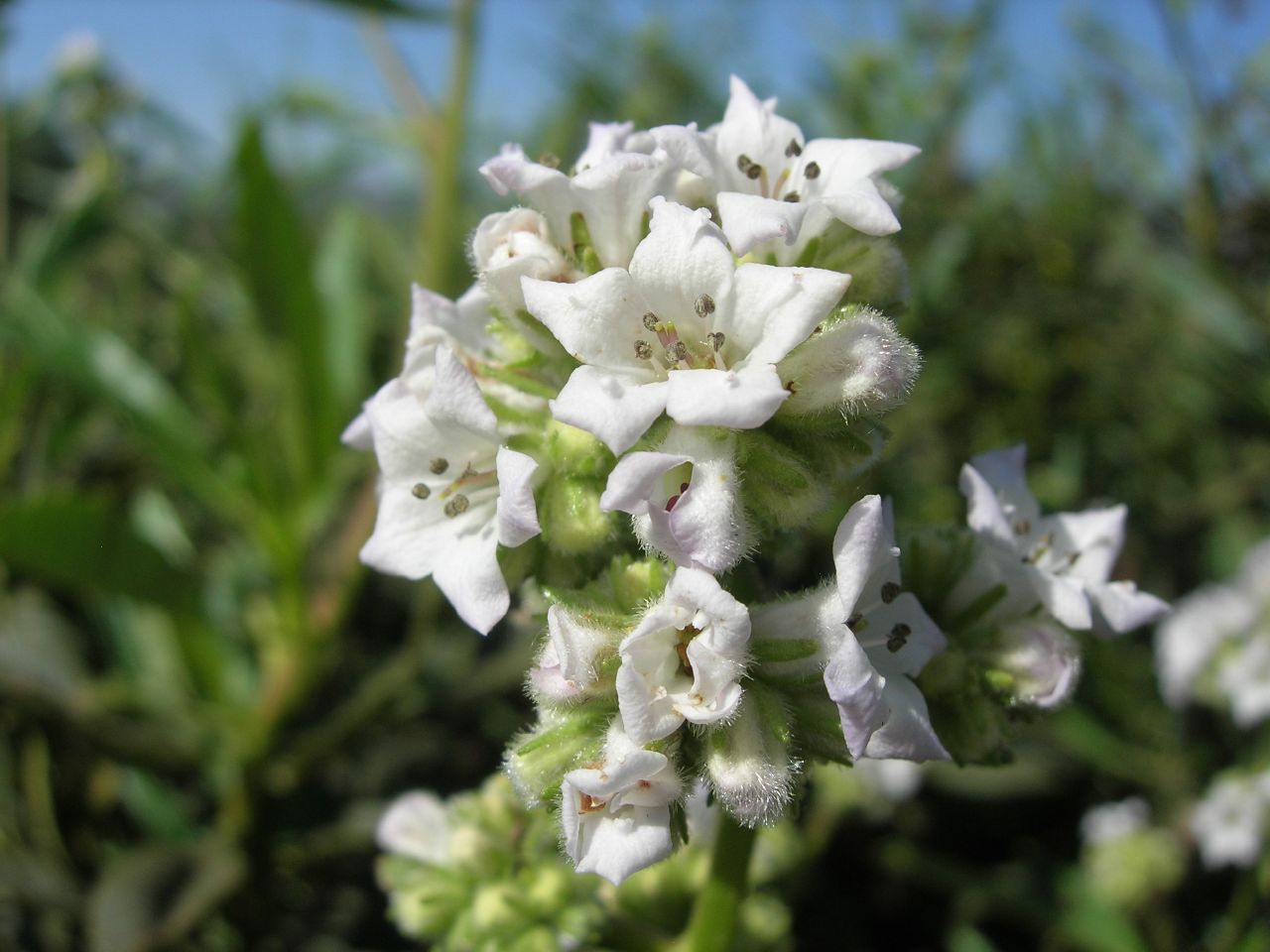
Blütenstand von Eriodictyon trichocalyx

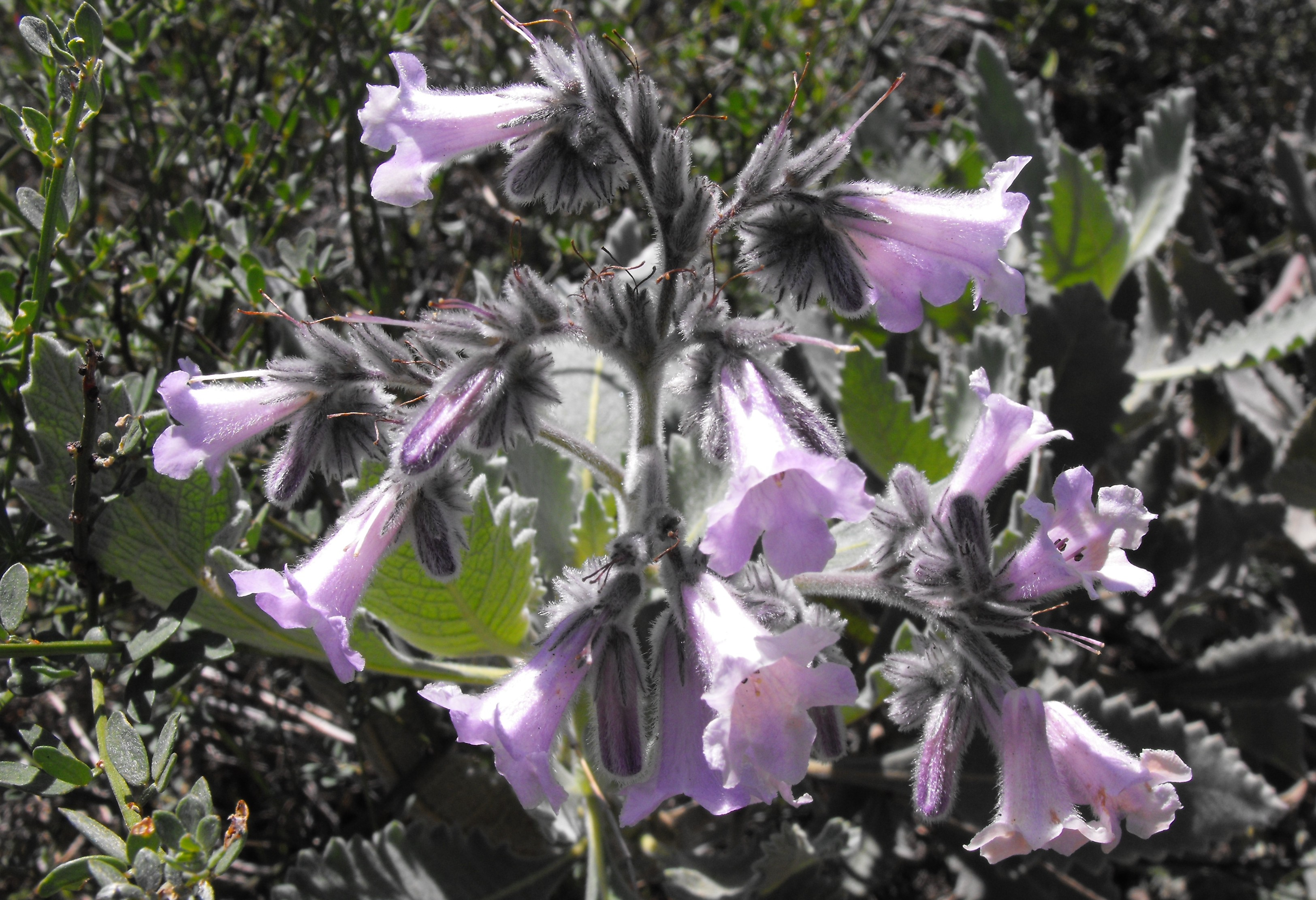
Blütenstand von Eriodictyon crassifolium

## Verbreitung
Das Verbreitungsgebiet der meisten Arten liegt in den südwestlichen USA und angrenzenden Gebieten in Mexiko. Ein größeres Areal besiedelt Eriodictyon angustifolium, das sich bis in den Nordosten der USA erstreckt.

## Arten
Arten (Auswahl):
- Eriodictyon altissimum P.V.Wells: Sie kommt in Kalifornien vor.
- Eriodictyon angustifolium Nutt.: Sie kommt in Arizona, Utah, Nevada, Kalifornien und Baja California vor.[3]
- Eriodictyon californicum (Hook. & Arn.) Torr.: Sie kommt in Oregon und in Kalifornien vor.[3]
- Eriodictyon capitatum Eastw.: Sie kommt nur in Kalifornien vor.[3]
- Eriodictyon crassifolium Benth.: Sie kommt in Kalifornien vor.[3]
- Eriodictyon tomentosum Benth.: Sie kommt in Kalifornien vor.[3]
- Eriodictyon trichocalyx A.Heller (Syn.: Eriodictyon lanatum (Brand) Abrams): Sie kommt in Kalifornien und im nördlichen Mexiko vor.[3]